# Ed Feighan
Edward Farrell "Ed" Feighan, född 22 oktober 1947 i Lakewood i Ohio, är en amerikansk politiker (demokrat). Han var ledamot av USA:s representanthus 1983–1993.
Feighan tillträdde 1983 som kongressledamot och efterträddes 1993 av Eric Fingerhut.